# Movimiento Ecológico de Venezuela
El Movimiento Ecológico de Venezuela (MOVEV) es el primer partido político venezolano de corte ecologista, y el primero oficialmente afiliado a la Global Verde. Se definen como una organización de ciudadanos ambientalistas comprometidos con el respeto por todas las manifestaciones de la vida, la protección del medio ambiente y la contención del deterioro ecológico y cuya acción política se orienta a la promoción de un desarrollo sustentable que permita a los venezolanos vivir en una sociedad justa, libre y en armonía con la naturaleza. Entre sus actividades se encuentran charlas, foros y talleres relacionados con el manejo de basura y prevención del deterioro del medio ambiente.

## Participación política
El MOVEV comenzó como una asociación civil en el año 2005, para luego transformarse en un partido político legalizado en febrero de 2008 por el CNE debido a su rápido crecimiento. En agosto de ese mismo año, anunciaron su afiliación a la Global Verde.
El 10 de agosto de 2008 realizaron un acto público en el CNE, donde anunciaron su apoyo a diversos candidatos para las elecciones regionales del 2008.
En octubre de 2011, anunciaron formalmente su adhesión a la coalición Mesa de la Unidad Democrática (MUD).
En las últimas elecciones municipales del 2013, presentaron candidatos propios los cuales consiguieron 2 alcaldes y 10 concejales. En las mismas, obtuvo 150.000 votos.[cita requerida]

## Actualidad
Actualmente tiene como objetivo principal la Eco política y la educación ambiental. 
En 2018 deciden apoyar al candidato presidencial Henri Falcón, y en donde además se le habilita para participar con su tarjetón en la boleta electoral.
Su habilitación se debe, a que el Tribunal Supremo de Justicia nombró una junta ad-hoc. A partir de allí, la dirección del partido pasó a estar en disputa.
El 26 de febrero de 2021, el partido eligió a la periodista Gelyna Mercado Carabaño, como Secretaria General del partido. Carabaño pasaría a ser la primera mujer en ejercer la dirección. Mediante un comunicado, emitido meses después, el partido denunció que el Consejo Nacional Electoral mantiene secuestrada la tarjeta del partido, dado que las autoridades no han oficializado el cambio de su directiva desde hace meses 
En las elecciones presidenciales de 2024, el partido estuvo apoyando al candidato de la Plataforma Unitaria Edmundo González Urrutia, apoyado por María Corina Machado.
En las elecciones municipales de 2025, el militante del partido Fernando Melena Sebastiani resultó electo Alcalde del municipio El Hatillo con un 64,01% de los votos, en reemplazo de Elías Sayegh que fue impedido por su inhabilitación para ejercer cargos públicos por 15 años.

## Participación electoral

### Presidenciales
| Elección | Candidato                  | Votos  | Porcentaje | Resultado |
| -------- | -------------------------- | ------ | ---------- | --------- |
| 2012     | Henrique Capriles Radonski | 40.523 | 0,27%      | No electo |
| 2018     | Henri Falcón               | 58.039 | 0,62%      | No electo |

### Parlamentarias
| Año  | Votos  | %     | Diputados | +/- |
| ---- | ------ | ----- | --------- | --- |
| 2010 | 23,776 | 0,1%  | 0/165     | 0   |
| 2015 | 11,847 | 0,09% | 0/167     | 0   |
| 2020 | 67,550 | 1,08% | 0/277     | 0   |

### Regionales
| Año  | Votos  | %     | Gobernadores | +/- | Alcaldías                | +/- |
| ---- | ------ | ----- | ------------ | --- | ------------------------ | --- |
| 2021 | 70,401 | 0,78% | 0/23         | 0   | 1/335                    | 1   |
| 2025 |        |       | 0/23         | 0   | 50/335incluidas alianzas | 1   |